# Bengt von Hofsten (1689–1752)
Kommerserådet Bengt Erlandsson von Hofsten född den 6 mars 1689 i Karlstad, död den 23 december 1752, adlades av kung Fredrik I den 10 september 1726. Han blev därmed anfader till alla kommande ättlingar av släkten von Hofsten. Släkten introducerades på Riddarhuset den 22 september samma år med nummer 1794. Bengt von Hofsten var barnbarnsbarn till den tidigaste kände förfadern, bonden Erik Nilsson på gården Hofsten i Köla socken i Värmland. I Hofsten (i dag Hovsten) finns en minnessten rest över släkten von Hofstens geografiska ursprung.

## Biografi
Bengt Hofsten växte upp i Filipstad, där hans far var kyrkoherde. Bengt Hofsten tog studenten i Uppsala 1707 och blev 1711 auditör på Nerike-Wermlands regemente. I motsats till sin far och farfar, som båda gått prästvägen, fick han tidigt intresse för ekonomi och handel och blev året därpå anställd som extra ordinarie kanslist vid Kommerskollegium i Stockholm där han snabbt avancerade till notarie. Åren 1716 − 1718 gjorde han en utrikesresa till Holland, England och Frankrike för att förkovra sig inom ekonomi, sjöfart, handel och industri. Med färska erfarenheter från utlandet återvände han till Kommerskollegium, blev 1719 vice sekreterare och året därpå sekreterare. År 1729 befordrades han till assessor och 1741 till kommerseråd. 
År 1722 köpte Bengt Hofsten Villingsbergs järnbruk i Närke, ett gods som under 134 år skulle förbli i släktens ägo i fyra generationer. Järnbruket var en viktig nationell resurs, bland annat för tillverkning av kanoner och andra vapen. Köpet av detta frälsegods föranledde honom att i underdånighet ansöka om adligt stånd. Kungens beslut om att bevilja adelskap var främst föranlett av Bengt Hofstens långa, trogna och lovordade arbete vid Kommerskollegium, där hans, på egen bekostnad, gjorda erfarenheter från utlandsstudierna kunde omsättas till gagn för landet. År 1750 köpte han även herrgården Riseberga i Edsbergs socken i Närke, sydväst om Örebro.

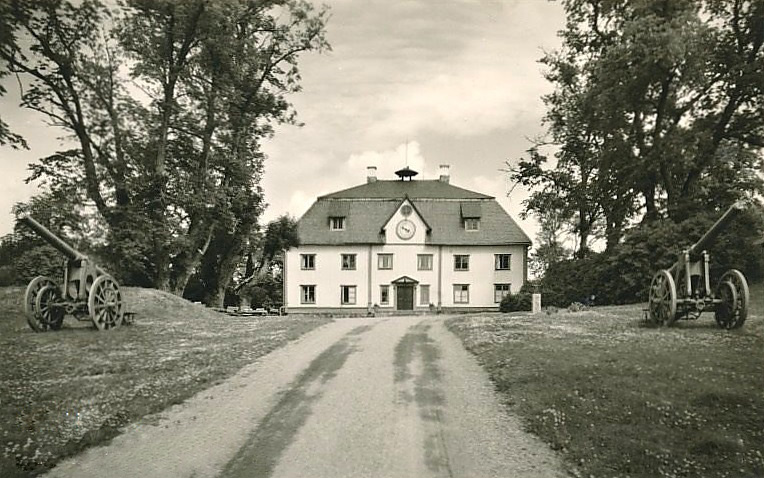
Villingsberg

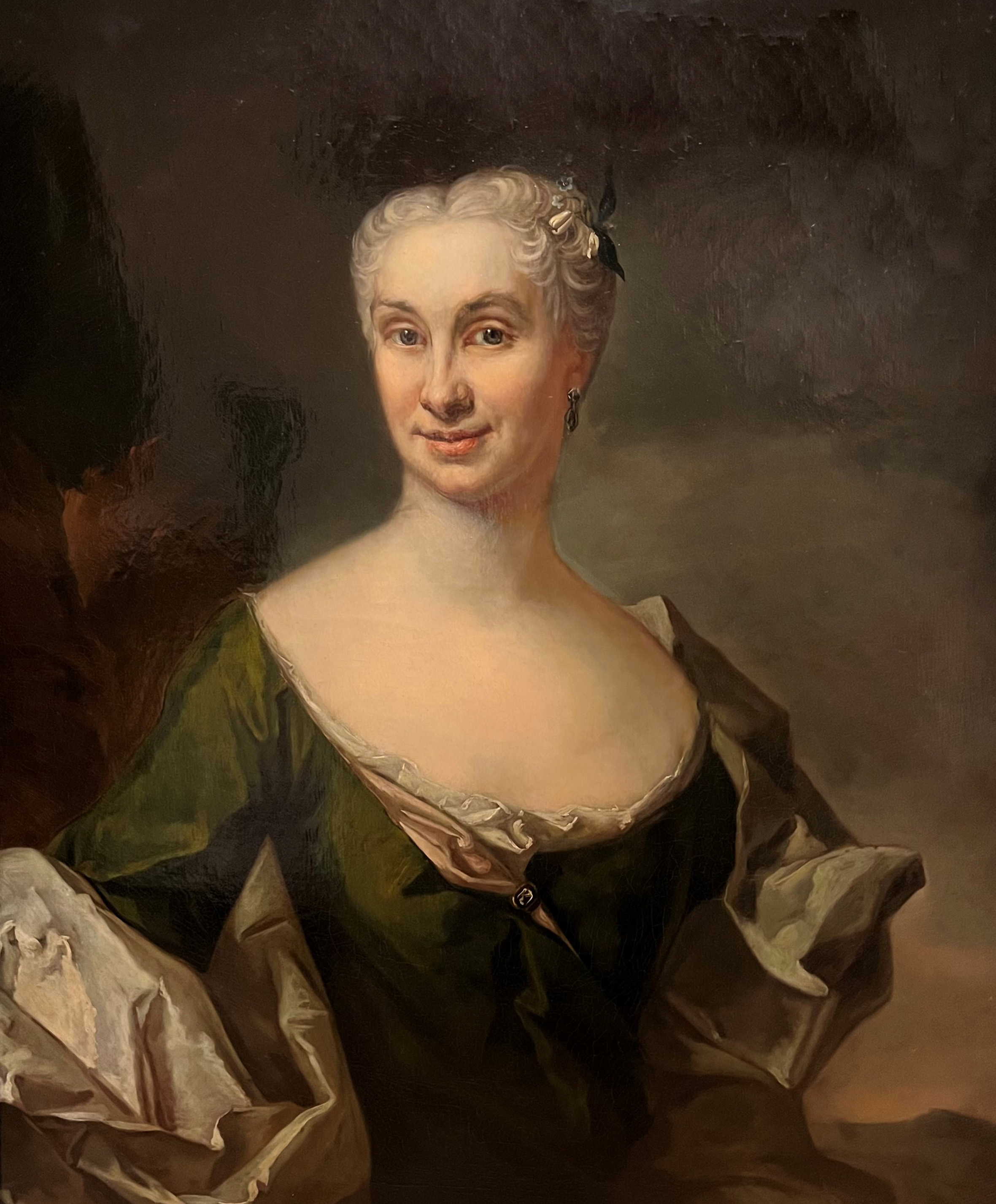
Ingrid Brita Kolthoff 1701-1750, hustru till Bengt von Hofsten

Bengt gifte sig 1718 i Brattfors kyrka i Värmland med dottern till brukspatronen på Brattfors gård, Ingrid Brita Kolthoff. Han kom därigenom också i besittning av en del av Älvsbacka järnbruk i Värmland.
Bengt von Hofsten var en skolad och lärd man. Han var också litterärt och poetiskt begåvad. Han skrev och publicerade flera gravskrifter, brud- och sorgekväden. I Det Kongelige Bibliotek i Köpenhamn finns en samling politiska och privata tillfällighetsdikter av hans hand. Han verkade praktiskt taget hela sitt yrkesverksamma liv i Stockholm. I egenskap av huvudman för sin ätt var han riksdagsman och valdes 1743 in i riksdagens sekreta utskott, där han bidrog till att skapa de lagar och förordningar som krävdes för att stävja de inre oroligheter som Hattarnas ryska krig förorsakat, då bönder och soldater protesterade mot krig och nödår − det så kallade Dalupproret (”Stora Daldansen”).
Bengt och hans hustru fick flera barn, varav den äldste hette Erland (1719 − 1758). Dennes söner, Bengt (1747 – 1826) och Erland (1751 – 1793) kom att utgöra början på den äldre så kallade huvudmannagrenen, respektive den yngre släktgrenen. Från endera av dessa två grenar härstammar alla medlemmar av ätten von Hofsten.  
Bengt von Hofsten begravdes i Sankta Maria (nuvarande Maria Magdalena) kyrka i Stockholm, men i den omfattande brand som inträffade den 19 juli 1759 på Södermalm brann kyrkan ned och graven förstördes.